# عزل مدرسي
العزل المدرسي (بالإنجليزية: School segregation)‏ هو تقسيم الأفراد إلى مجموعات مختلفة في نظام التعليم حسب خصائص مثل العرق أو الدين أو الإثنية.